# 盧卡斯·普拉托
盧卡斯·普拉托（Lucas David Pratto，西班牙語發音：[ˈlukas daˈβið ˈpɾato]，1988年6月4日—），是一名阿根廷的職業足球運動員，司職前鋒。

## 外部連結
- Soccerway資料庫：盧卡斯·普拉托